# Castrillo de la Guareña
Castrillo de la Guareña – gmina w Hiszpanii, w prowincji Zamora, w Kastylii i León, o powierzchni 21,91 km². W 2011 roku gmina liczyła 132 mieszkańców.